# 斑駁深鰩
斑駁深鰩（學名：Pavoraja mosaica），為軟骨魚綱鰩目單鰭鰩科深鰩屬的一種，分布於西太平洋澳洲昆士蘭海域，為特有種，深度300至405公尺，體長可達27.9公分，棲息在大陸坡海域，為深海底棲性魚類，屬肉食性，卵生, 生活習性不明。